# Авока (деревня)
Авока (англ. Avoca; ирл. Abhóca) — деревня в Ирландии, находится в графстве Уиклоу (провинция Ленстер) у трассы R752.
Местная железнодорожная станция была открыта 18 июня 1863 года и закрыта для пассажиров 3 марта 1964 года.

## Демография
Население — 734 человека (по переписи 2006 года). В 2002 году население составляло 564 человек.
Данные переписи 2006 года:
| Общие демографические показатели |               |                               |                               |      |      |
| Всё население                    | Всё население | Изменения населения 2002—2006 | Изменения населения 2002—2006 | 2006 | 2006 |
| 2002                             | 2006          | чел.                          | %                             | муж. | жен. |
| 564                              | 734           | 170                           | 30,1                          | 369  | 365  |